# Roullet-Saint-Estèphe
Roullet-Saint-Estèphe település Franciaországban, Charente megyében. Lakosainak száma 4334 fő (2022. január 1.). Roullet-Saint-Estèphe Birac, Châteauneuf-sur-Charente, Claix, La Couronne, Étriac, Mouthiers-sur-Boëme, Nersac, Sireuil, Val des Vignes és Mosnac-Saint-Simeux községekkel határos.

## Népesség
A település népessége az elmúlt években az alábbi módon változott:
| Lakosok száma | 1538 | 2953 | 3378 | 3662 | 4186 | 4251 | 4262 | 4277 | 4295 | 4334 |
|               | 1968 | 1982 | 1990 | 2006 | 2013 | 2015 | 2017 | 2019 | 2020 | 2022 |